# 古巴泥鱂
古巴泥鱂為輻鰭魚綱鯉齒目鯉齒亞目花鳉科的其中一種，分布於中美洲古巴的淡水、半鹹水流域，體長可達8公分，棲息在溪流、湖泊、潟湖、紅樹林，屬肉食性，以甲殼類、蠕蟲、昆蟲等為食，可作為觀賞魚。

## 擴展閱讀
維基物種上的相關：古巴泥鱂